# John Carter
John Carter é um personagem criado por Edgar Rice Burroughs em 1912.  Trata-se de um veterano confederado da Guerra Civil Americana que é transportado misteriosamente para Marte, onde passa a viver aventuras entre os inesperados marcianos e as paisagens fantásticas do planeta.

## História
John Carter é transportado para o Planeta Marte (chamado de Barsoom), onde é capturado pela tribo dos guerreiros Tharks, monstros verdes humanóides de múltiplos braços, sendo resgatado pela princesa Dejah Thoris, por quem se apaixona.

## A série de livros
Edgar Rice Burroughs havia iniciado os escritos sobre Marte em forma de contos, publicados em 1912 e denominados "Under the Moons of Mars". Depois foram reunidos no livro Uma Princesa de Marte de 1917.
A série continuaria em mais dez livros, sendo que John Carter seria o protagonista nos seguintes: The Gods of Mars (1918) (o segundo), The Warlord of Mars (1919) (o terceiro), Swords of Mars (1936) (o oitavo), Llana of Gathol (1948) (o décimo) e John Carter of Mars (1964) (o décimo primeiro). John Carter é o principal coadjuvante em Thuvia, Maid of Mars (1920) (o quarto) e Synthetic Men of Mars (1940) (o nono).

## Histórias em quadrinhos
Lançada em 1929, a tira Buck Rogers tinha sido muito bem sucedida comercialmente, gerando diversos produtos licenciados. Sabendo disso, a King Features Syndicate decidiu que também deveria iria publicar uma tira de ficção científica. Inicialmente, a King Features tentou comprar os direitos das histórias de John Carter de Marte, Tarzan, outro personagem de Burroughs já havia se tornado tira de jornal em 1928; no entanto, o syndicate não conseguiu chegar a um acordo com Burroughs, com isso, a King Features escalou Alex Raymond, um dos seus ilustradores contratados, para criar uma nova história, surge então, Flash Gordon.  Raymond se inspirou em outro romance de ficção científica When Worlds Collide de Philip Wylie e Edwin Balmer de 1933, onde há um planeta órfão que entra em rota de colisão com o Planeta Terra, e um herói atlético, sua namorada, e um cientista viajar para um novo planeta usando um foguete espacial.
John Carter foi publicado na revista The Funnies da Dell Comics em 1939.  O personagem foi adaptado para páginas dominicais coloridas, produzidas por John Coleman Burroughs (que também trabalhou com o personagem na revista The Funnies) para o United Feature Syndicate.
John Coleman escreveu e ilustrou 69 pranchas de John Carter of Mars, que estreou no jornal The Chicago Sun em 7 de dezembro de 1941. Esta estreia coincidiu com o ataque japonês a Pearl Harbor. A tira começou com uma adaptação Princesa de Marte, mas afastou-se do original no episódio 5. John Coleman Burroughs explicou que isto foi feito a pedido da United Features Syndicate, a fim de proporcionar mais ação nos episódios semanais. Continuando com a tradição Burroughs de envolvimento da família, a esposa de John, Jane Ralston Burroughs, ajudou com os cenários, arte-final e letras até mesmo serviu como modelo para Dejah Thoris.
Foi também publicado na revista Four Color da mesma editora. As edições 375, 437 e 488, publicadas entre 1952 e 1953, foram dedicadas a John Carter.
Em 1962, quando a Western Publishing desfez a parceria que tinha com a Dell, a Western criou o selo Gold Key Comics. Da Gold Key foi publicada em 1964 a revista John Carter of Mars, composta de re-publicações de histórias da Dell Comics.
Quando Tarzan foi publicado pela DC, Carter teve histórias publicadas nas edições 207 a 209 (abril de 1972) e nas edições de 1a 7 da revista Weird Worlds (agosto-setembro de 1972).
John voltou a ser adaptado para os quadrinhos em 1977, pela Marvel Comics. O título John Carter Warlord of Mars, teve 28 números, sendo o primeiro lançado em junho de 1977 e o último em outubro de 1979.
Em A Liga Extraordinária (ou A Liga Dos Cavalheiros Extraordinários), de Alan Moore, ele se encontra com  Tenente Gullivar Jones, os Sorns (da série Trilogia Espacial de C. S. Lewis)  e os Moluscos, os alienígenas invasores de A Guerra Dos Mundos, de H. G. Wells. O Tenente Gullivar Jones foi criado pelo escritor inglês Edwin Lester Arnold para o romance Lieut. Gullivar Jones: His Vacation, publicado em 1905, nos Estados Unidos, o romance foi lançado como Gulliver of Mars e é apontado como umas primeiras manifestações do subgênero espada e planeta, que também é usado para definir a série Barsoom.
A editora americana Dark Horse Comics publicou um crossover de Carter com a maior criação de Burrougs, Tarzan dos Macacos.
Em Outubro de 2010 a Dynamite Entertainment lançou a série Warlord of Mars, onde Carter também se encontra com o Tenente Gullivar Jones estrelada por John Carter, a editora evitou usar o nome do personagem na capa, a fim de não violar a marca registrada, mesmo que o personagem esteja em do domínio público.  No entanto, em 2012, a Edgar Rice Burroughs, Inc. processou a editora.
Em 2011, A Dark Horse lançou John Carter of Mars: Weird Worlds. Uma coletânea que reúne histórias publicadas originalmente em Tarzan #207 a #209 e Weird Worlds #1 a #7 da DC Comics. No mesmo ano, a Marvel publicou duas mini-séries :"John Carter: A Princess of Mars" por  Roger Langridge (roteiros) e  Filipe Andrade (desenhos) e "John Carter: World of Mars" por Peter David (roteiro)   e  Luke Ross (desenhos), que serve como prequela para o filme da Disney, no ano seguinte, a editora lança uma nova minissérie " John Carter: Gods of Mars", baseada no livro The Gods of Mars, a série foi produzida por Sam Humphries (roteiro), Rámon Pérez (arte), Jordie Bellaire, Arif Prianto, Benny Maulana e Sotocolor (cores).<refJohn Carter – The gods of Mars</ref>. Ainda em 2012, a Dynamite publica a minissérie Dejah Thoris & the White Apes of Mars

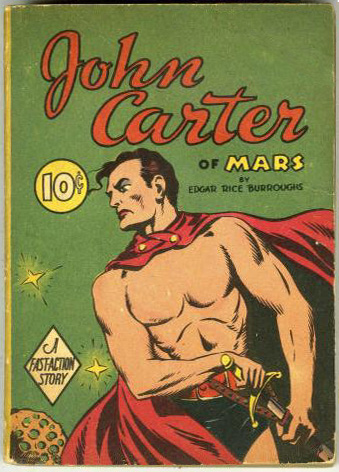
Big Little Book, Dell Publishing, 1940

Em 2013, a Dynamite Entertainment publicou outro crossover com Tarzan na minissérie Lords of Mars.
Em 2014, a Dynamite Entertainment e a Edgar Rice Burroughs, Inc. firmam um acordo que permite que a editora publique sob licença não só novas séries, como republicações de histórias publicadas por outras editoras. No mesmo ano, em seu site oficial, a Edgar Rice Burroughs, Inc. iniciou a publicação da webcomics Warlord of Mars pelo roteirista Roy Thomas e o ilustrador Rodolfo Pérez Garcia.

## Big Little Books
Na década de 1940, a Dell Publishing e a a Whitman Publishing Company publicaram três Big Little Books, pequenos livros ilustrados baseados nas aventuras de John Carter, que contaram com a colaboração de John Coleman Burroughs nos textos e artes.

## Jogos
Em 1974, a Tactical Studies Rules lançou o jogo de miniaturas, escrito por Gary Gygax e Brian Blume, Warriors of Mars, um RPG John Carter, Warlord of Mars foi publicada pela Heritage Models em 1978, em Julho de 2015, durante a San Diego Comic-Con, a Modiphius Entertainment anunciou os direitos de publicação de um RPG, miniaturas e um jogo de tabuleiro, para serem lançados em 2016, a editora também possui a licença de outra franquia criada nos pulps, Conan, o bárbaro de Robert E. Howard.

## Filmes
Em 1931, o diretor de animação Bob Clampett, que na época trabalhava para Warner Bros. em Looney Tunes, se aproximou do escritor Edgar Rice Burroughs, com a ideia de produzir um longa de animação baseado em A Princess of Mars, o escritor ficou animado com a possibilidade, uma vez que, com os recursos da época, não seria possível produzir um filme live action satisfatório. Em 1935, Clampett trabalhou ao lado do filho do escritor, o ilustrador, John Coleman Burroughs, Clampett usou técnicas de desenho à mão e rotoscopia, em 1936, apresentou um teste para MGM, o teste foi exibido em cidades pequenas, porém, a reação não foi positiva e o projeto não foi aprovado, um dos motivos apontados, era a estranheza de uma história de terráqueo em Marte, o estúdio chegou a sugerir uma animação baseada em Tarzan, proposta que foi recusada por Clampett, curiosamente, no mesmo ano, a Universal Studios lançou um seriado baseado na tira de jornal Flash Gordon, cuja história guarda semelhanças com a de John Carter, para Clampett, o projeto não foi aprovado por ser mais adulto que Flash Gordon, o teste de animação foi considerado perdido, até que na década de 1970, o neto de Edgar, Danton, encontrou guardado nos arquivos da  Edgar Rice Burroughs Inc., tivesse sido produzido, o filme animado de A Princess of Mars, antecederia Branca de Neve e os sete anões da Disney, lançado em 1937 e considerado o primeiro filme animado dos Estados Unidos.
Durante a década de 1950, o diretor de efeitos especiais com stop-motion, Ray Harryhausen, se interessou em adaptar a série Barsoom para os cinemas, porém, nenhuma negociação aconteceu até a década de 1980, quando os produtores Mario Kassar e Andrew G. Vajna compraram os direitos para a Walt Disney Pictures, ambos tinham a ideia de criar um concorrente tanto para Star Wars, quanto para Conan, o Bárbaro. Ted Elliott e Terry Rossio foram contratados para escrever o roteiro, enquanto John McTiernan foi contratado para dirigir e Tom Cruise para estrela. O projeto entrou foi cancelado, porque McTiernan percebeu que os efeitos visuais ainda não estavam avançados o suficiente para recriar o planeta Marte segundo a visão de Burroughs. O projeto continouo com a Disney, Jeffrey Katzenberg foi um forte defensor de filmar a história, porém, os direitos acabariam sendo devolvidos para Edgar Rice Burroughs Inc.
Nos primeiros anos da década de 2000, a Paramount Pictures comprou os direitos do filme, competindo por sua vez, com a Columbia Pictures. Após a Paramount e o  produtor James Jacks contrataram Mark Protosevich para escrever o roteiro.  Em 2003, depois que ele havia proposto o roteiro, Robert Rodriguez assinou o contrato para dirigir o filme. O início das filmagens foi previsto para 2005, com Rodriguez dispostos a usar os aparelhos digitais que ele usou para Sin City. Rodriguez pretendia contratar Frank Frazetta, o popular ilustrador de fantasia, que já havia trabalhado com os personagens de Burroughs, como designer no filme. No entanto, após alguma controvérsia, o que levou Rodriguez a abandonar a Directors Guild of America, a Paramount optou por contratar um diretor da DGA, o diretor escolhido foi Kerry Conran (de Sky Captain and the World of Tomorrow), que contratou Ehren Kruger para reescrever o script. Conran posteriormente abandonou o projeto por razões desconhecidas, e foi substituído por Jon Favreau em outubro de 2005.
Favreau e o roteirista Mark Fergus queriam que o roteiro fosse fiel ao romance. O primeiro filme era uma adaptação dos três primeiros romances. No entanto, o interesse de Favreau para o projeto não era forte, e em agosto de 2006, a Paramount optou por não renovar os direitos do filme, preferindo se concentrar em Star Trek. Favreau e Fergus então, começaram a trabalhar em Homem de Ferro.
Em janeiro de 2007, a Disney comprou de volta os direitos do filme. Em 2008, Andrew Stanton e Mark Andrews completaram o primeiro esboço para o primeiro filme de uma trilogia do filme. O primeiro filme é baseado no primeiro romance A Princess of Mars.
Em abril de 2009, o escritor Michael Chabon foi contratado para editar partes do script, uma vez que, era a primeira experiência de Stanton com um filme live-action, depois de dirigir os filmes de animação da Pixar, Procurando Nemo e Wall-E. A trilha sonora foi criada por Michael Giacchino.
Ainda em 2009, foi lançado um filme diretamente em vídeo intitulado "Princess of Mars" com os atores  Antonio Sabato Jr. no papel de Carter e Traci Lords como Dejah Thoris.
As filmagens começaram no Reino Unido em 4 de janeiro de 2010. A maior parte das cenas em estúdio foram filmadas nos Estúdios Shepperton, em Londres e nos Estúdios Longcross, em Chelburn, ao longo de um período de quatro meses. Posteriormente as filmagens foram realizadas por mais de 12 semanas em Utah, com locações em Moab, Lake Powell, nas planícies salinas Delta, em Hanksville e em Big Water.
Um linguista foi contratado para criar todo um idioma Thark marciano, usando apenas algumas palavras mencionadas nos livros de Edgar Rice Burroughs.

Em 9 de março de 2012, a Disney lançou o filme "John Carter: Entre Dois Mundos", dirigido por Andrew Stanton, com Taylor Kitsch no papel de John Carter.